# Naturschutzgebiet Hardenberger Bachtal
Das Naturschutzgebiet Hardenberger Bachtal liegt im Stadtgebiet der kreisfreien Stadt Wuppertal,  nördlich der Stadtteile Katernberg und Uellendahl und erstreckt sich nach Norden bis an die Gemeindegrenze von Velbert im Kreis Mettmann. Nach Osten  reicht das Gebiet bis an die Bebauung des Stadtteiles Dönberg.

## Beschreibung
Das rund 133 ha große Naturschutzgebiet steht seit 2005 durch rechtskräftigen Landschaftsplan unter Naturschutz und trägt die Kennnummer W-020.
Es umfasst das Fließgewässersystem des Hardenberger Baches östlich der Siebeneicker Straße einschließlich seiner Nebengewässer und Quellen. Dazu gehören neben dem Hardenberger Bach der Heidacker Bach mit seinen Nebengewässern, der Brunnenbach im zentralen Bereich und im Norden der Ötersbach. Dieses Fließgewässersystem ist das mit Abstand Größte im Norden Wuppertals.
Das Fachinformationssystem des Landesamtes für Natur, Umwelt und Verbraucherschutz in NRW beschreibt das Gebiet wie folgt:

„Besonders in den oberen Bachlagen kann noch ein naturnaher Bach, teils mit breiten Quellwäldern angetroffen werden. Die teils großflächigen naturnahen Buchenwälder mit deckender Ilex-Strauchschicht wurden meist nur im Einzugsbereich der Quellbäche in das NSG aufgenommen. Lokal finden sich noch sehr alte Buchen bis 130 cm Stammumfang. Im Offenland besteht eine reich strukturierte ländliche Kulturlandschaft, in der intensiv genutzte Landwirtschaftsflächen mit extensiv genutzten oder brach liegenden Grünland, Obst- und Kleingewässerflächen wechseln. Erhaltenswert sind besonders Feuchtgrünlandflächen im unteren Hardenberger Bachtal und Magergrünlandflächen, die westlich Dönberg teilweise einen nährstoffarm-feuchten Charakter haben. Bedeutung hat das Gebiet als repräsentative Kulturlandschaft mit naturnahen Biotopen der Bachaue, die randlich in den für diese Gegend typischen ilexreichen Buchenwald übergehen. Ferner als Element der lokalen Biotopvernetzung im Norden von Wuppertal.“

Die hohe Schutzwürdigkeit ergibt sich aus dem Vorhandensein wertvollen Biotoptypen und seltener Tier- und Pflanzenarten, wie Iltis, Wasserspitzmaus, Wasseramsel, Gebirgsstelze, Eisvogel, Graureiher, Blindschleiche, Feuersalamander, Fadenmolch, Erdkröte, Grasfrosch, Bachforelle und Groppe. Leitarten wie Steinkauz, Grünspecht und Rauchschwalbe kommen in den offeneren Talabschnitten vor. An seltenen und besonders schützenswerten Pflanzenarten seien beispielsweise verhorgehoben: Gefranstes Torfmoos (Sphagnum fimbriatum), Großes Windröschen (Anemone sylvestris), Kuckucks-Lichtnelke (Lychnis flos-cuculi), Sumpf-Schafgarbe (Achillea ptarmica),  Teufelsabbiss (Succisa pratensis) (Rote Liste: RL 3) und Wasser-Greiskraut (Senecio aquaticus) (Rote Liste: RL 2).

## Schutzziele
Schutzziele sind:
- Erhaltung und Entwicklung der vorhandenen Biotopkomplexe als Refugial und Regenerationsraum für die Tier und Pflanzenarten der niederbergischen Bachtäler,
- Erhaltung und Wiederherstellung eines naturnahen Fließgewässersystems mit zahlreichen naturnahen Quellen, Quellbächen, Bachstrecken und einer artenreichen Fließgewässerfauna,
- Erhaltung und Wiederherstellung der bachbegleitenden Erlenwälder und Erlenufergehölze,
- Erhalt des Strukturreichtums der reich verzweigten Täler, des sie begleitenden Feucht- und Nassgrünlands mit Überschwemmungsbereichen, Quell-, Hochstauden-, Pestwurzfluren, Feucht-, Sumpfdotterblumenwiesen, Feuchtbrachen sowie Stillgewässern als Amphibienlaichplätze,
- Erhalt der ilexreichen und quellreichen Eichen-Buchen- und Buchenhochwälder mit hohem Alt- und Totholzanteil
- Erhalt und Wiederherstellung der an die Hoflagen angrenzenden alten Obstwiesen auf den waldfreien Talhängen als Relikte der bergischen Kulturlandschaft und wegen ihrer Bedeutung für den Artenschutz
- Erhalt aus landeskundlichen sowie erdgeschichtlichen Gründen und wegen der besonderen Eigenart der großflächig erhalten gebliebenen, niederbergischen Kulturlandschaft mit historischen Hoflagen, kleinen hofnahen Steinbrüchen mit geologischen Aufschlüssen, historischen Wegeverbindungen mit Hohlwegresten, alten Landwehrlinien, und Meilerplätzen als Zeugnis der früheren Köhlerei.[1]

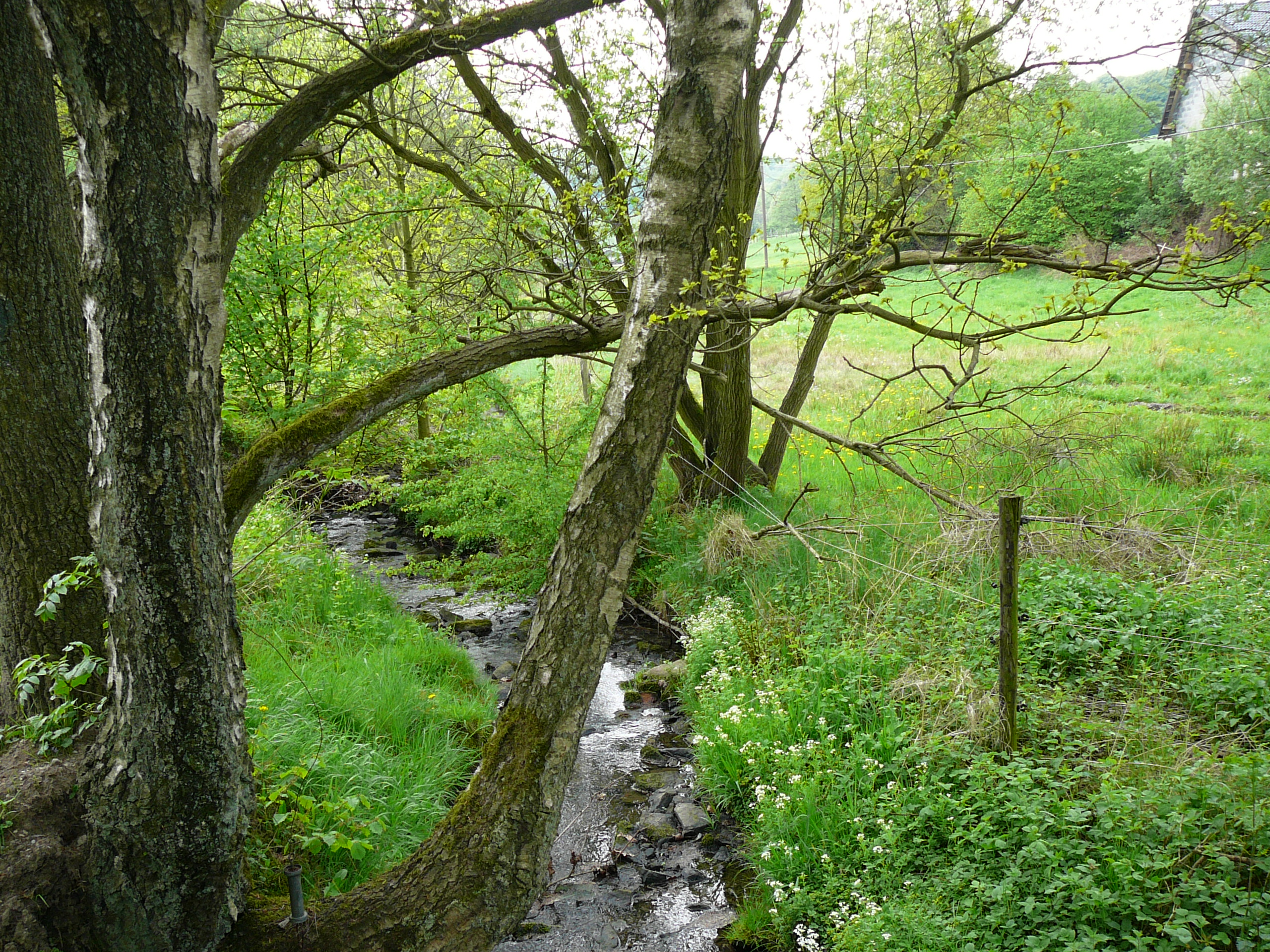
NSG Hardenberger Bachtal
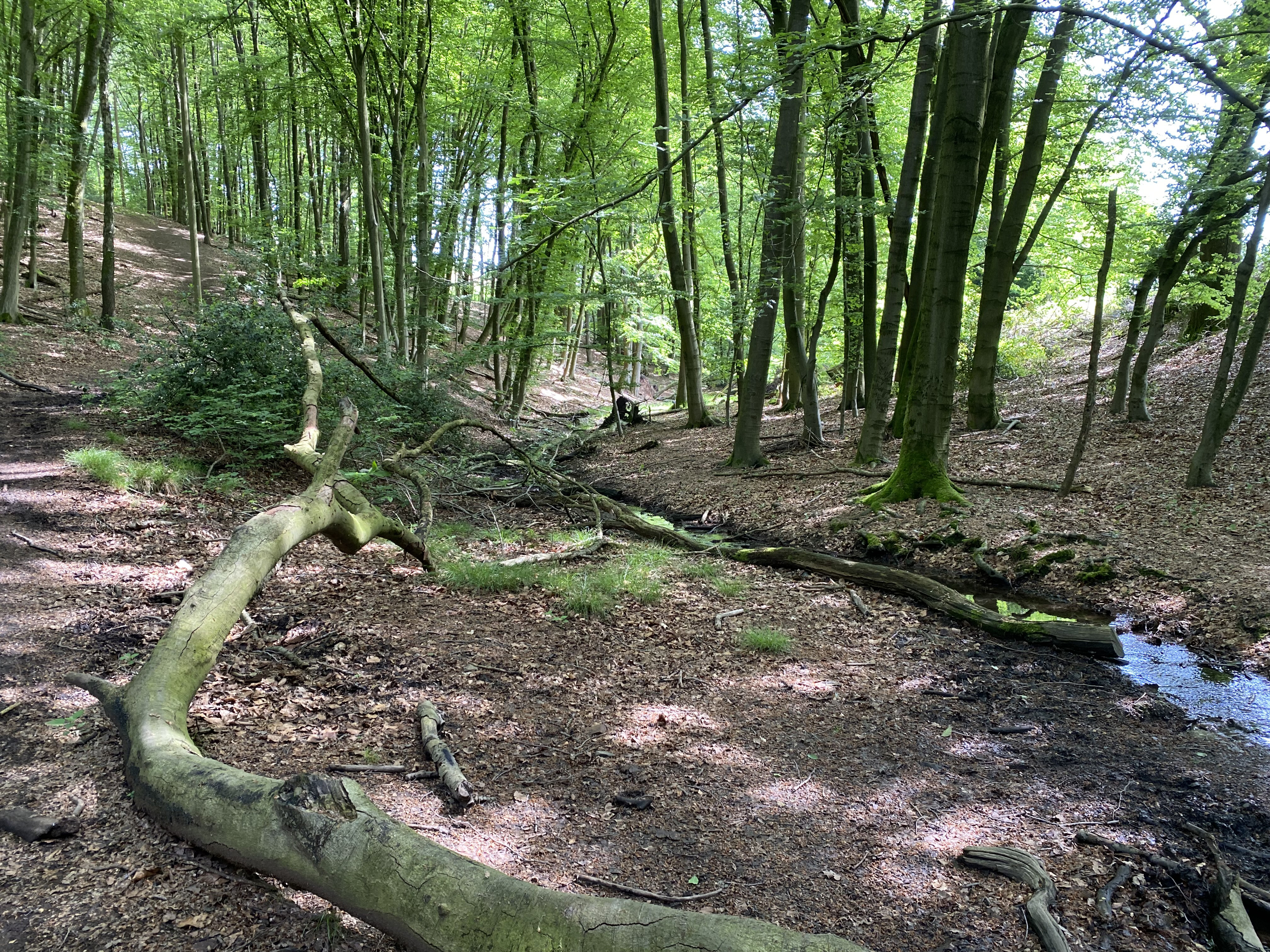
Heidacker Bachtal
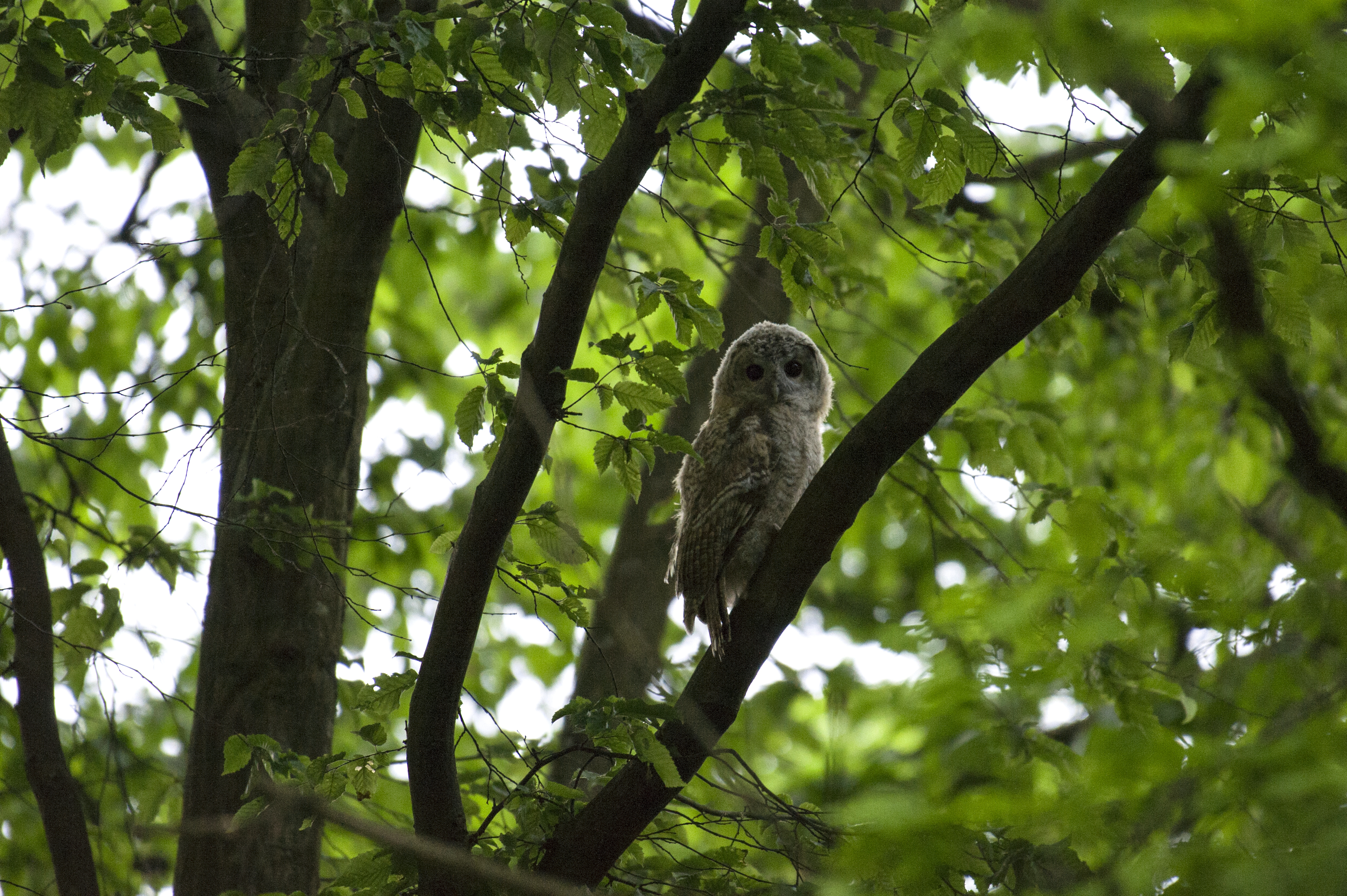
Waldkauz im NSG
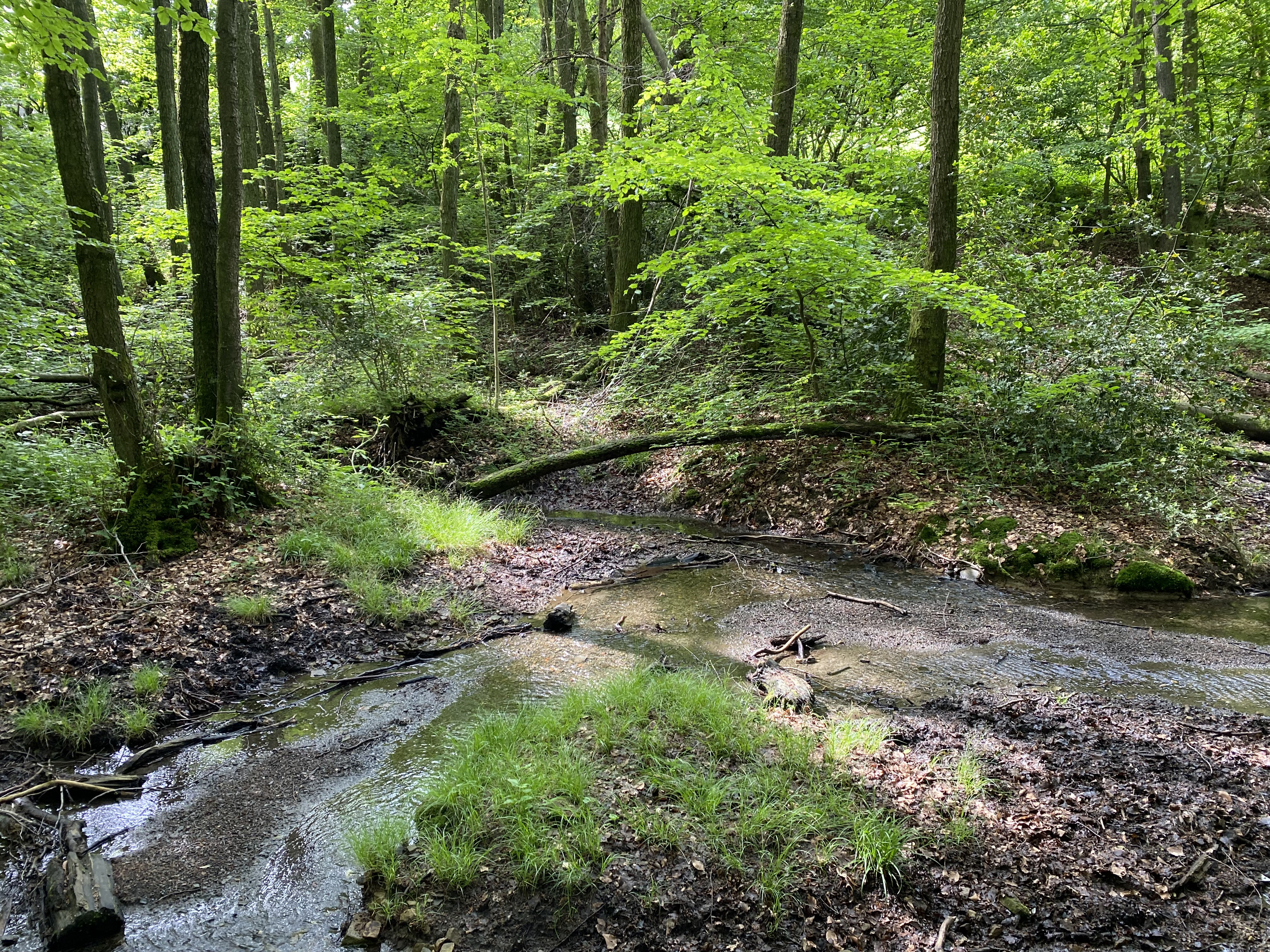
Heidacker Bachtal
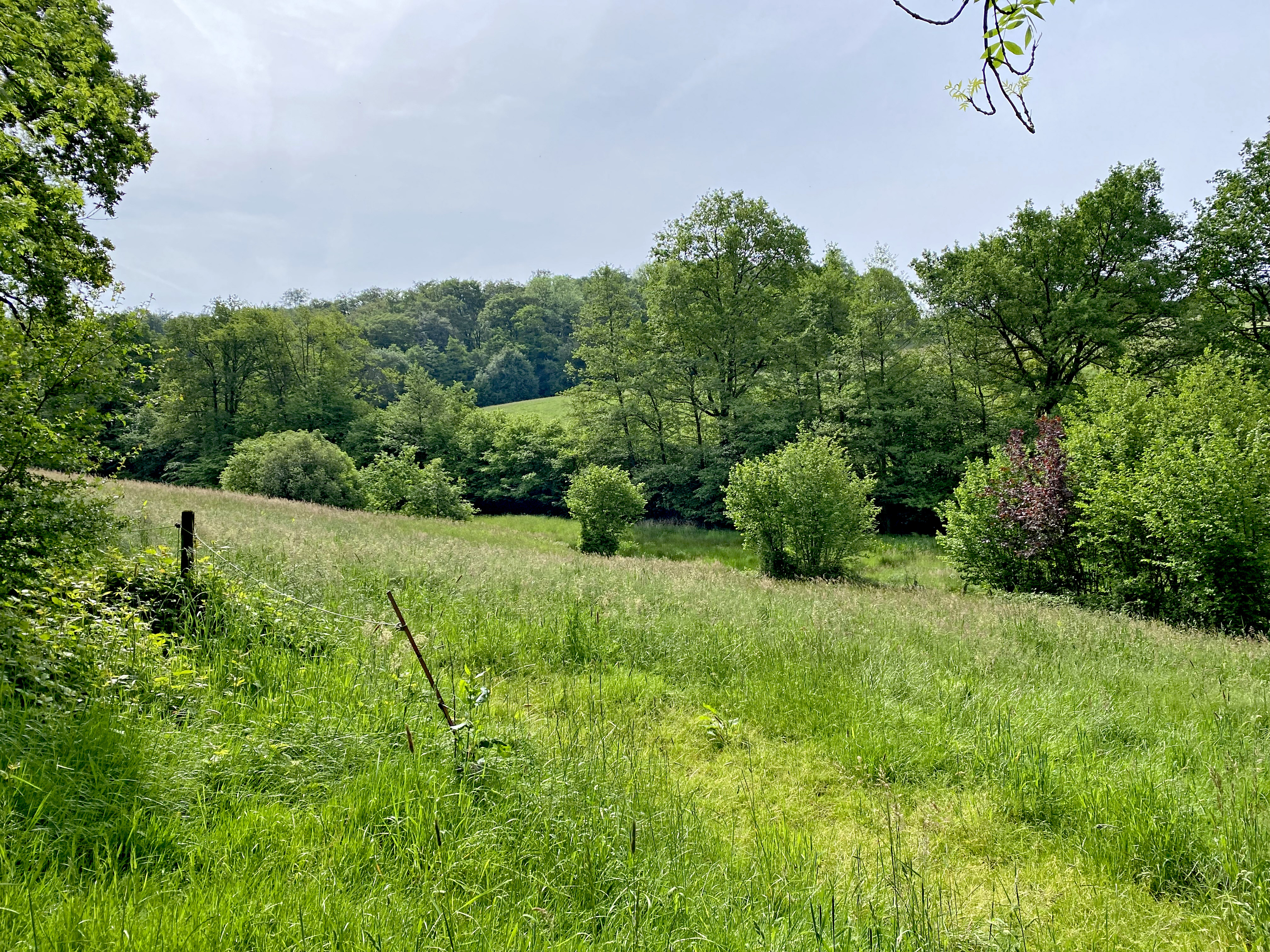
Heidacker Bachtal
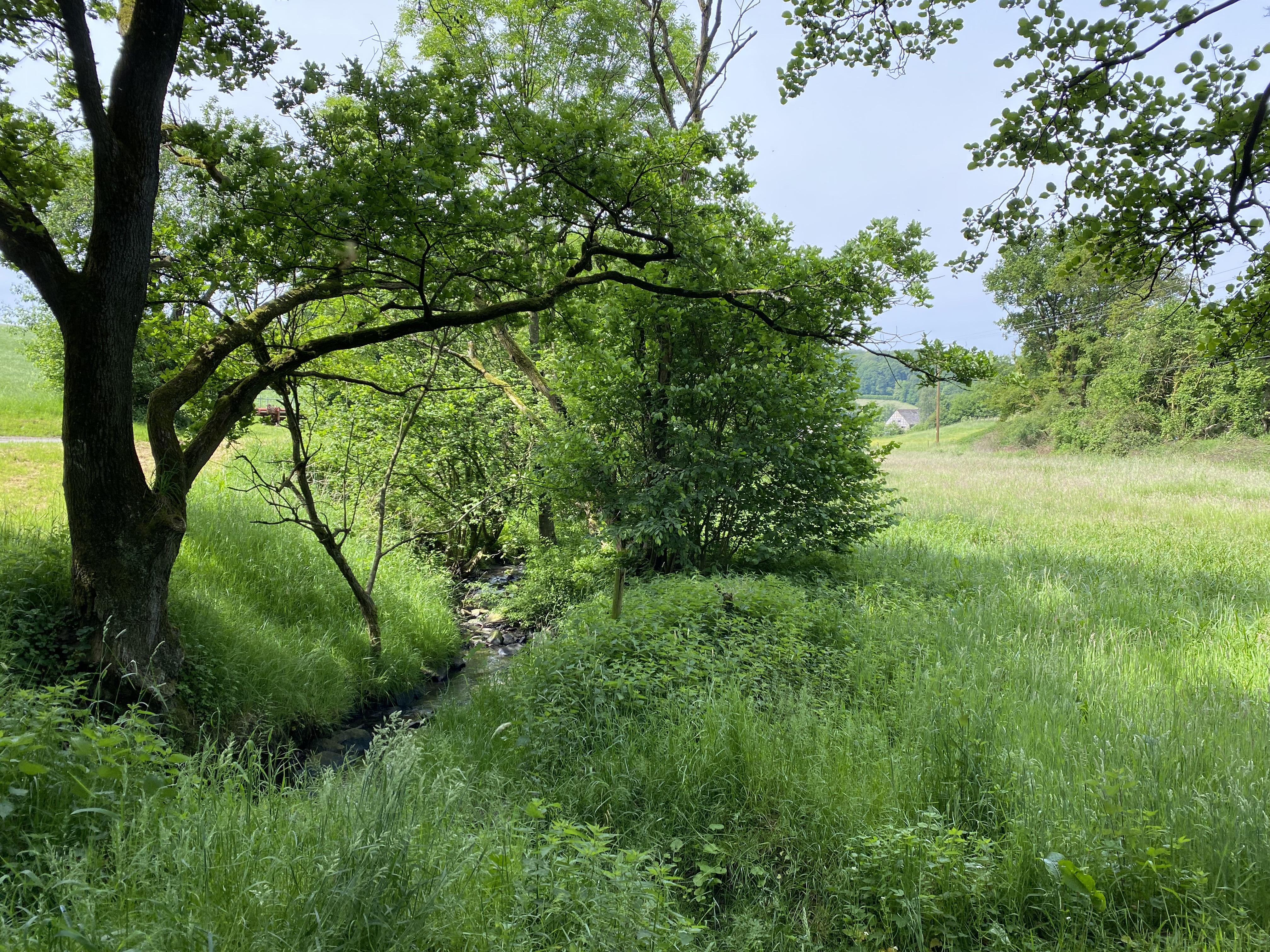
Hardenberger Bach bei Schmürsches
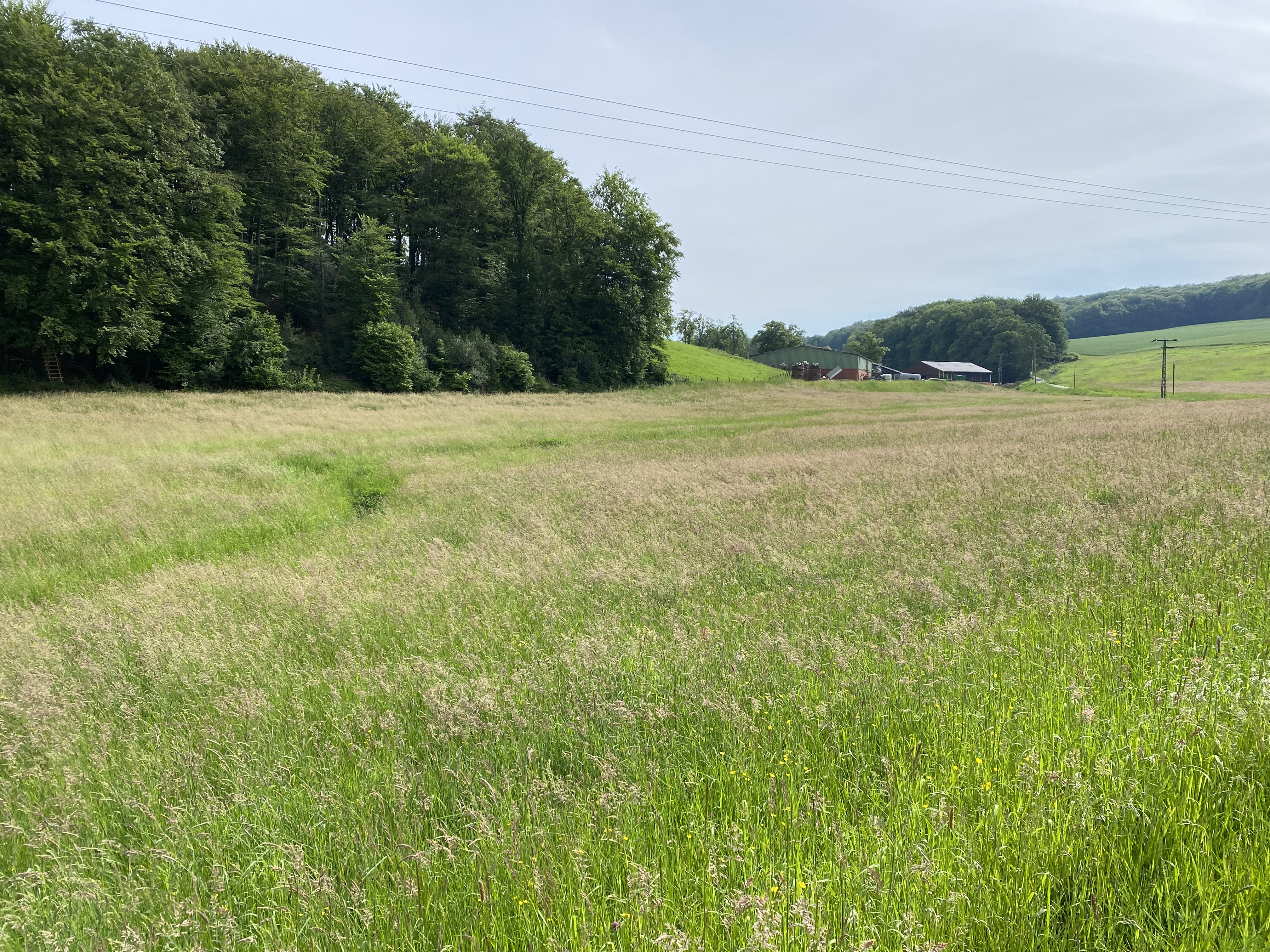
Hardenberger Bach westl. Hof Siebeneick
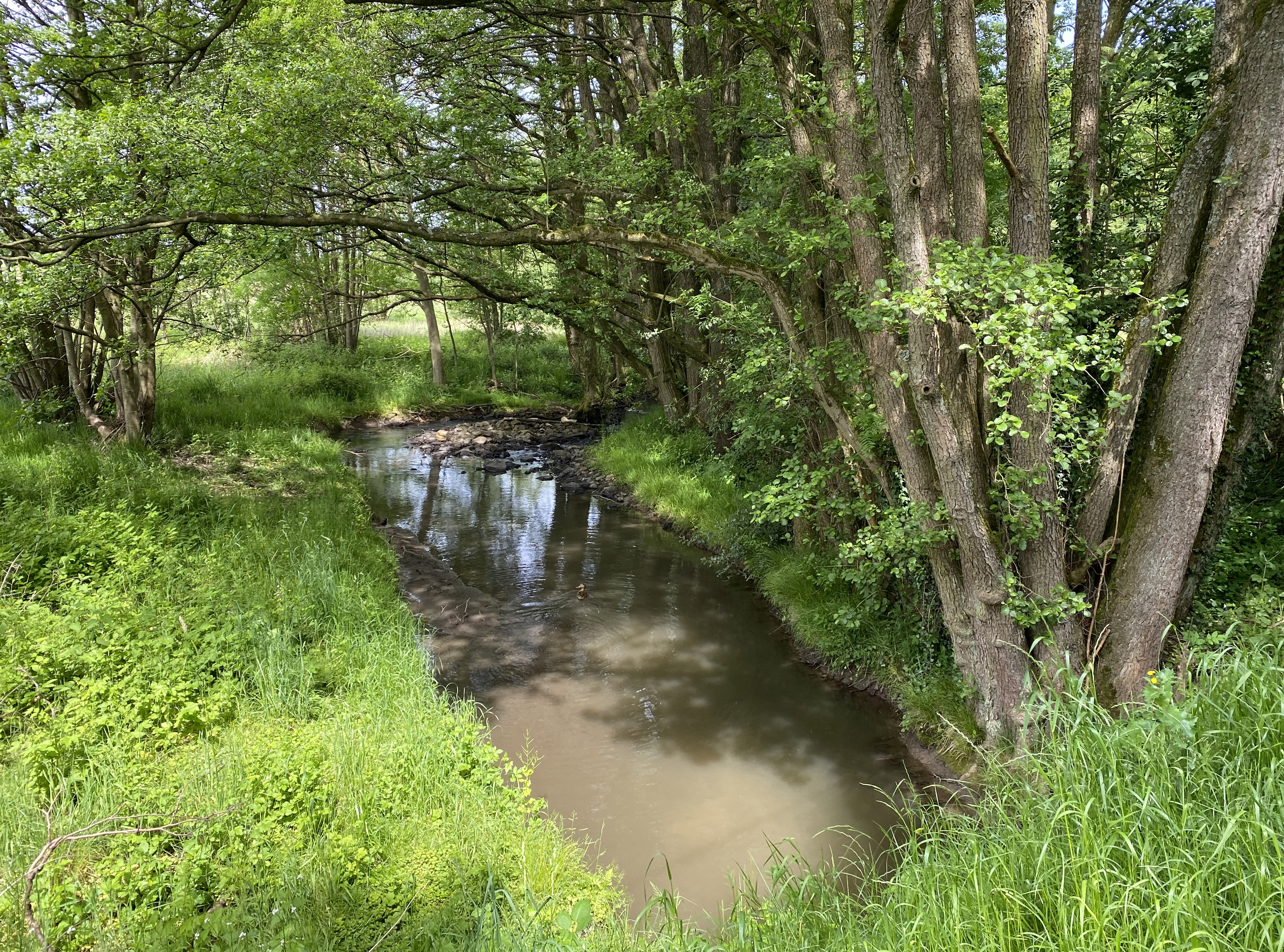
Hardenberger Bach östl. Fingscheidt
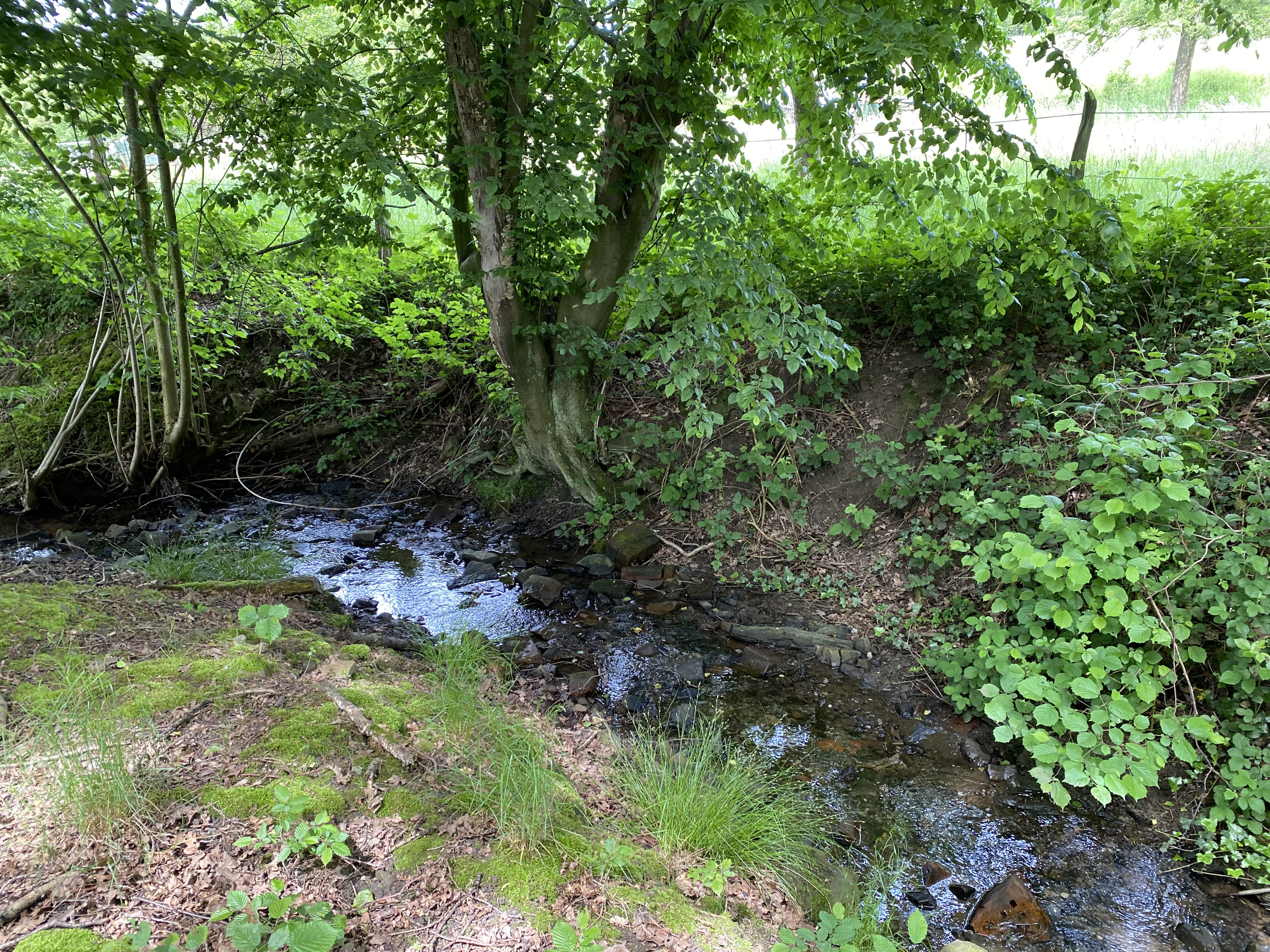
Ötersbachtal
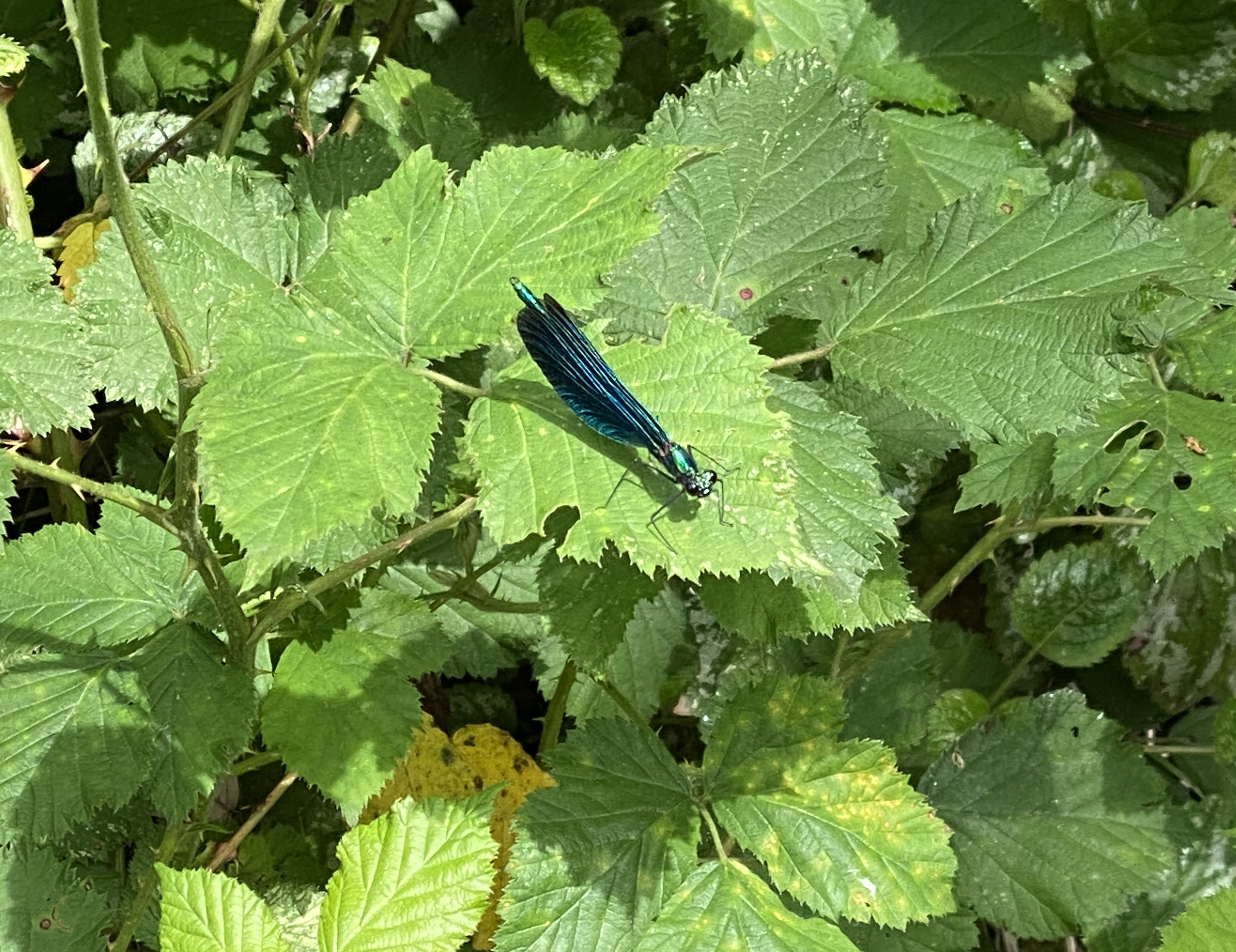
Blauflügel-Prachtlibelle am Ötersbach
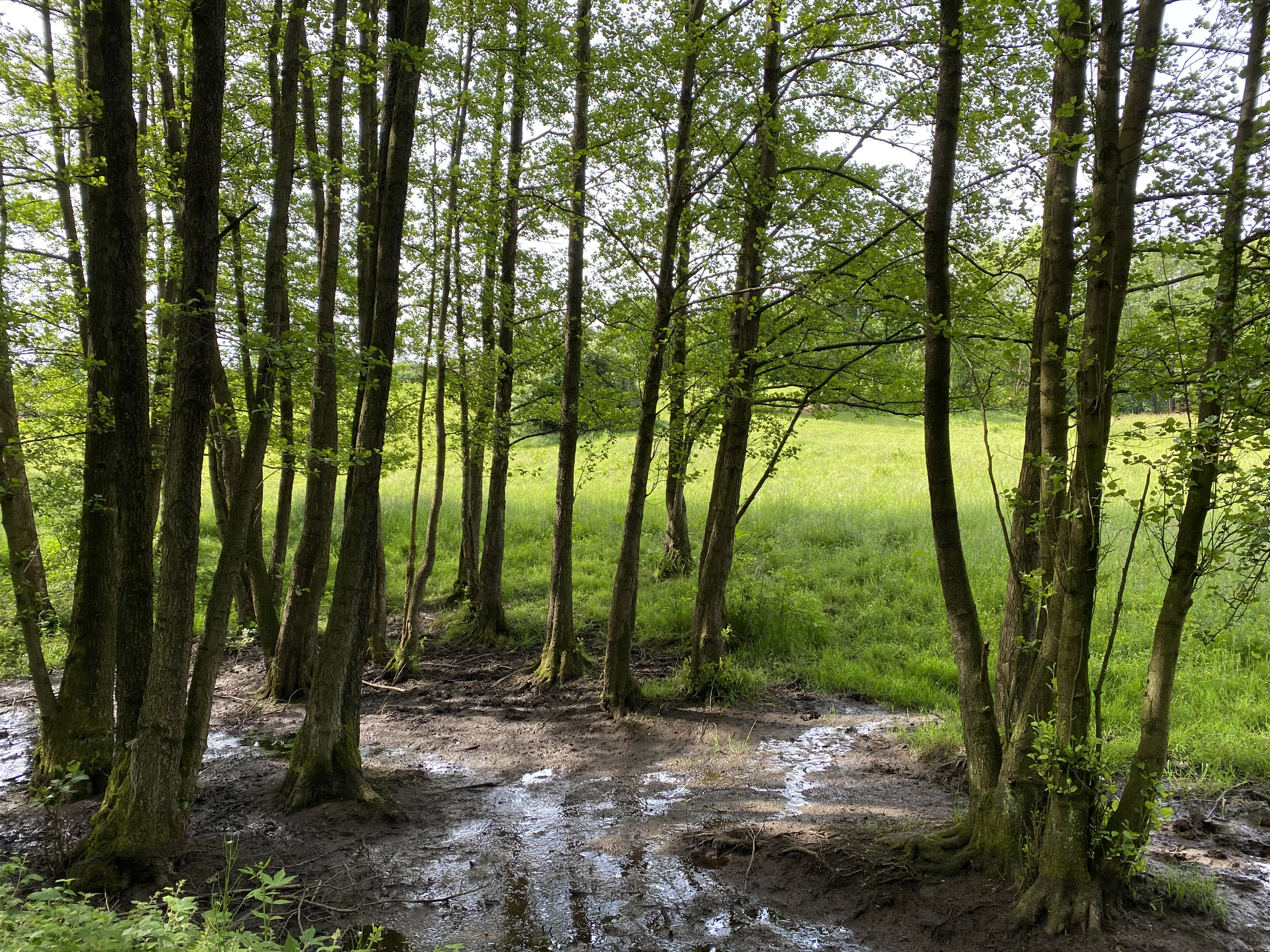
Quellmulde im Schevensbachtal an der Straße Untenrohleder